# Gregor Zore (nogometaš)
Gregor Zore, slovenski nogometaš, * 3. avgust 1978.
Zore je nekdanji profesionalni nogometaš, ki je igral na položaju vezista. Celotno kariero je igral za slovenske klube Domžale, Ljubljano, Nafto Lendava, Belo krajino, Krko, Zagorje in Dobrovo. Skupno je v prvi slovenski ligi odigral 125 tekem in dosegel devet golov.